# 강대인
강대인(1942년 2월 4일 ~)은 방송위원회 워원장을 역임한 대학교수이자 시민운동가이다.

## 경력
- 1973년 ~ 1980년 기독교방송 기획실 실장
- 1982년 ~ 2003년 계명대학교 사회과학부 신문방송학전공 교수
- 1990년 ~ 1992년 계명대학교 사회과학대학 학장
- 1994년 ~ 1995년 한국방송학회 회장
- 1995년 한국방송대상 심사위원회 위원장
- 2000년 2월 ~ 2002년 1월 방송위원회 부위원장
- 2002년 2월 ~ 2003년 5월 방송위원회 위원장
- 2003년 6월 ~ 2007년 2월 건국대학교 언론홍보대학원 교수
- 2003년 6월 ~ 2007년 2월 건국대학교 언론홍보대학원 원장
- 2007년 3월 ~ 2012년 12월 티브로드 상임고문
- 2011년 3월 ~ 2015년 4월 MBC꿈나무축구재단 이사장
- 2012년 4월 ~ 2017년 12월 미디어시민모임 이사장
- 2015년 5월 미디어리더스포럼 공동대표

## 학력
- 감리교신학대학교 신학과 학사
- 서울대학교 대학원 행정학과 행정학 석사 수료
- 서울대학교 신문대학원 언론학 석사 학위 취득
- 고려대학교 대학원 신문방송학과 언론학 박사 학위 취득

## 저서
- 1995년 <방송제작론>
- 2001년 <방송편성론>
- 2003년 <한국방송의 정체성 연구>